# Noordhout (boerderij)
Noordhout is een monumentale boerderij in de Zuid-Hollandse plaats Voorhout. De boerderij ligt aan de Jacoba van Beierenweg 102 in Voorhout. Feitelijk ligt de boerderij op geruime afstand van de straat, ten noordwesten van de sporthal "de Tulp".

## Beschrijving
De boerderij met topgevel werd gebouwd in de 18e eeuw. In 2001 werd de boerderij gerestaureerd en kreeg daarvoor in 2003 de HKV-restauratieprijs van de Historische Kring Voorhout verleend. De boerderij is van het zogenaamde langhuistype en heeft een opkamer. Het pand heeft jarenlang gediend als boerderij waar onder andere koeien en paarden gehouden werden. De bestemming van het gebouw is gewijzigd in een woonboerderij. Naast de boerderij staat een eveneens uit de 18e eeuw daterend kookhuis. Ook dit kookhuis maakt deel uit van het monumentale complex. De boerderij is gewaardeerd als een rijksmonument.

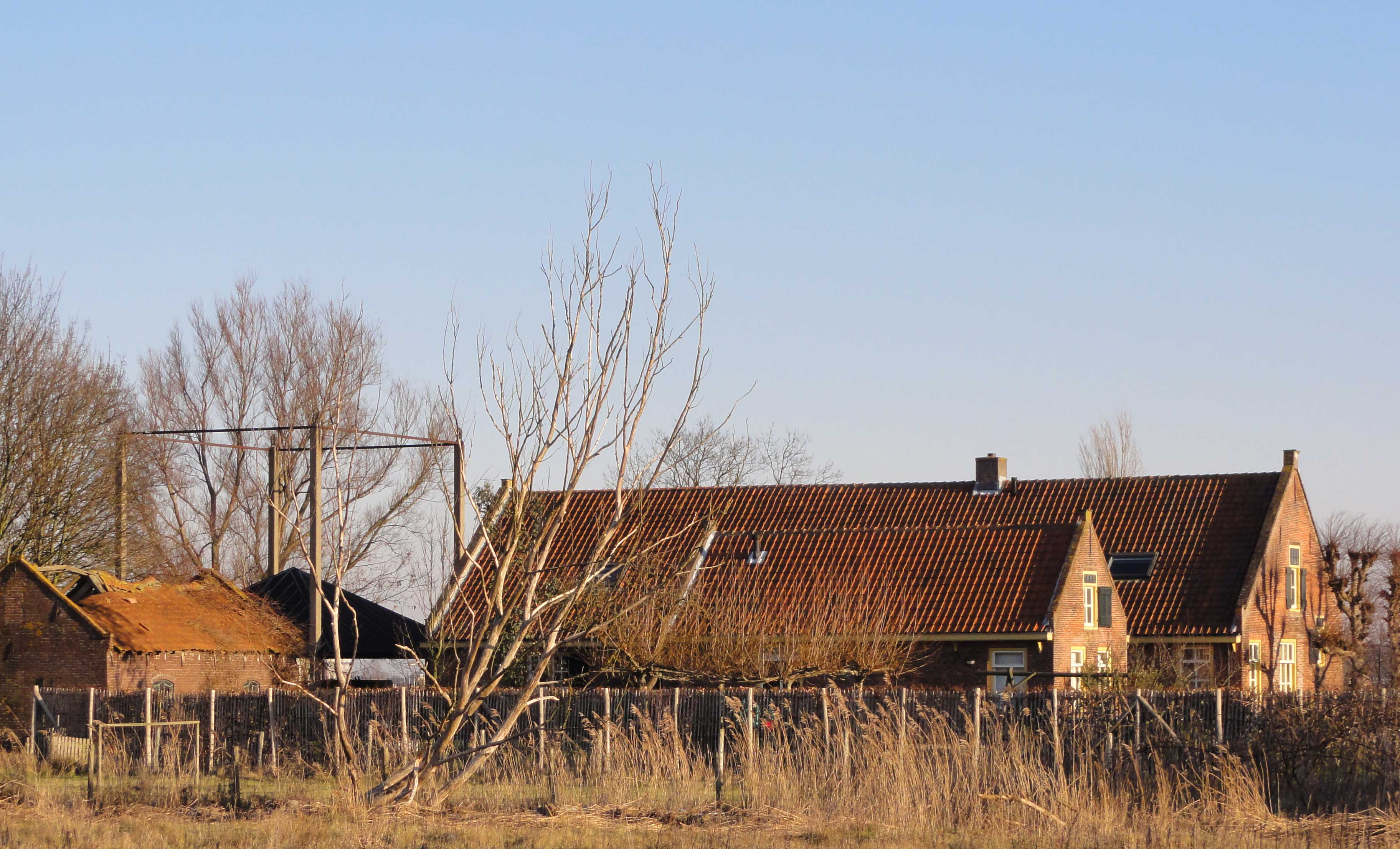
Zicht op het het langhuis vanaf het zuidwesten gezien, voor de boerderij staat het kookhuis